# Rumer
Sarah Joyce, beter bekend onder haar artiestennaam Rumer (Tarbela Dam, Pakistan, 3 juni 1979), is een Brits singer-songwriter. Zij heeft vijf albums uitgebracht: Seasons of My Soul uit 2010, Boys Don't Cry uit 2012, Into Colour uit 2014, This Girl's in Love (A Bacharach & David Songbook) uit 2016 en Nashville Tears (The Songs of Hugh Prestwood) uit 2020. Haar muzikale stijl kan worden beschreven als easy listening, en haar stem wordt vergeleken met die van Karen Carpenter. Tijdens haar carrière heeft zij steun gekregen van onder meer Burt Bacharach, Elton John, Carly Simon en Jools Holland. Haar artiestennaam is geïnspireerd door de schrijfster Rumer Godden.

## Vroege leven
Rumer is geboren in een gezin met acht kinderen in het Pakistaanse Tarbela Dam, waar haar familie tussen 1977 en 1984 woonde naar aanleiding van het werk van haar Britse vader. Nadat haar ouders uit elkaar gingen, verhuisde Rumer met haar moeder terug naar Engeland. In 1994 won zij de talentenjacht van haar middelbare school. Op jonge leeftijd raakte Rumer gefascineerd met het werk van Judy Garland en luisterde zij naar de muziek van Aretha Franklin, Joni Mitchell en Tracy Chapman. Haar familie speelde in hun lokale katholieke kerk en was verder ook erg muzikaal. Hierdoor werd Rumer geïnteresseerd in het starten van een carrière als artiest.
Op latere leeftijd ontdekte Rumer dat haar biologische vader eigenlijk een Pakistaanse kok was, met wie haar moeder een affaire had toen zij in Pakistan woonde. Voordat haar moeder in 2001 overleed aan borstkanker, vroeg zij aan Rumer om naar Pakistan te reizen om haar echte vader te vinden. Toen zij hier aankwam, ontdekte zij dat haar echte vader korte tijd eerder was omgekomen bij een ongeluk.

## Carrière

### 2001-2010: La Honda en Stereo Venus

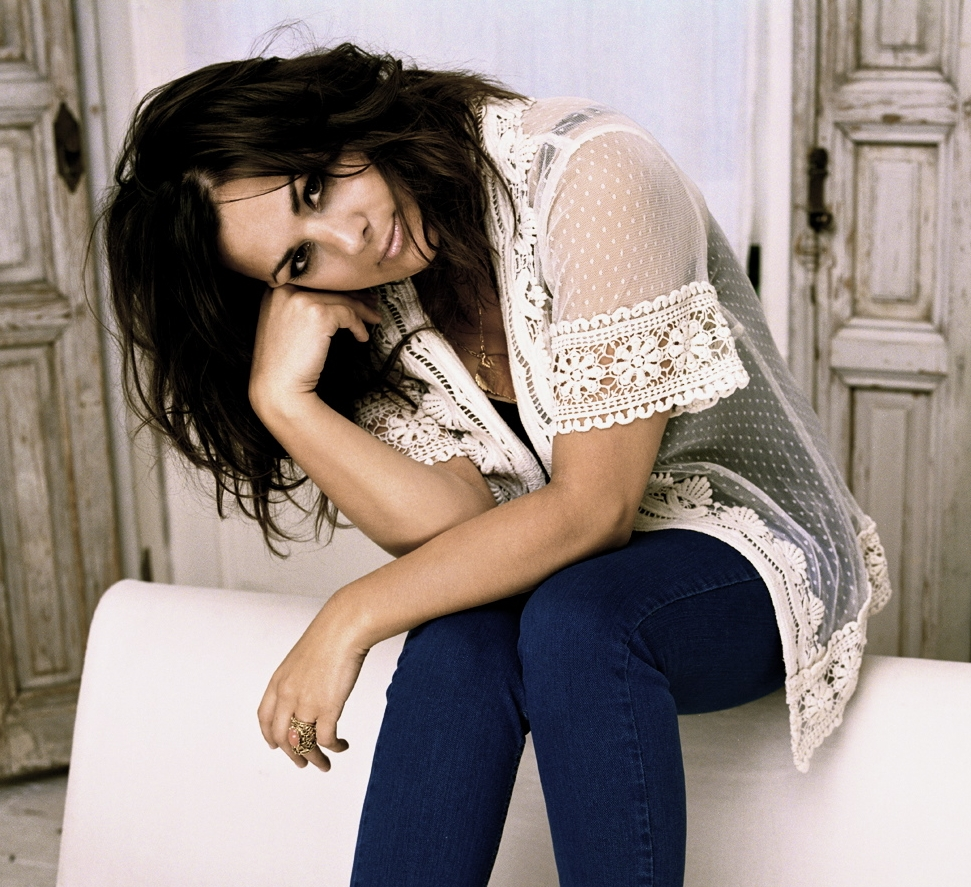
Rumer in 2010.

Onder de artiestennaam Sarah Prentice was Rumer tussen 2000 en 2001 de zangeres in de Londense indiefolkband La Honda. In 2004 richtte zij de band Rumer & The Denials op, met wie zij in 2007 een vroege versie van "Come to Me High" uitbracht; dit nummer verscheen later, in 2010, op haar debuutalbum. Ook brachten zij een akoestische versie uit van "Slow", die werd uitgebracht op het compilatiealbum A Very Magistery Valentine. In 2008 nam Rumer een aantal nummers op met Rory Moore onder de naam Stereo Venus. Het was hun bedoeling om muziek te schrijven voor televisieseries en films. In 2012 werd een album uitgebracht met de titel Close to the Sun, en de groep speelde in het voorprogramma van Saint Etienne. Ook werd dit materiaal onder haar eigen naam in Zuid-Korea uitgebracht onder de titel Coffee and Honey.

### 2010-2011: Start solocarrière,Seasons of My SoulenRumer Sings Bacharach at Christmas
Op 1 november 2010 bracht Rumer haar debuutalbum Seasons of My Soul uit, dat werd geproduceerd door haar mentor Steve Brown. De singles "Slow" en "Aretha" werden opgepikt door de radio en zij tekende zelf een contract bij Atlantic Records. Het album Seasons of My Soul piekte in het Verenigd Koninkrijk op de derde plaats in de UK Albums Chart, terwijl in Nederland de tweede plaats in de Album Top 100 werd gehaald. In de herfst van 2010 speelde zij in het voorprogramma van Jools Holland tijdens zijn tournee door het Verenigd Koninkrijk.
Nadat Burt Bacharach Rumer had uitgenodigd om voor hem thuis in Californië te zingen, bracht Atlantic Records haar ep Rumer Sings Bacharach at Christmas op 13 december 2010 uit. Hierop zingt zij onder meer het nummer "Some Lovers" uit de musical Gift of the Magi van Bacharach en Steven Sater. Op 20 juni 2011 trad zij op tijdens het herdenkingsconcert van John Barry, waar zij het nummer "We Have All the Time in the World" zong. Dat jaar won zij ook een UK Asian Music Award in de categorie "beste alternatieve act" en de MOJO Award voor "beste doorgebroken act". In oktober 2011 zong zij "I Believe in You" voor de film Johnny English Reborn.

### 2012-2013:Boys Don't Cry
In 2012 ging zij voor het eerst op tournee in de Verenigde Staten. Op 28 mei 2012 bracht zij haar tweede album Boys Don't Cry uit, een coveralbum met nummers geschreven door mannelijke artiesten uit de jaren '70 en '80. Op het album stonden onder meer nummers van Todd Rundgren, Gilbert O'Sullivan, Neil Young en Terry Reid. Dit album werd opgenomen in dezelfde tijd als Seasons of My Soul, maar twee weken voor de deadline kreeg zij ruzie met Steve Brown en moest zij een nieuwe producer zoeken. Deze vond zij uiteindelijk in Jennie Muskett, een componist voor films en televisieseries en een vriend van haar familie.
De eerste single van het album was "P.F. Sloan", een cover van Jimmy Webb over diens collega met die naam, gevolgd door de tweede single "Sara Smile", oorspronkelijk van Hall & Oates. Ter promotie van de singles trad zij op in The Andrew Marr Show, CBS Saturday Morning en The Graham Norton Show. Later bracht zij "P.F. Sloan" ten gehore in duet met de echte P.F. Sloan. In 2013 was Rumer te horen op de titeltrack van het album Still Within the Sound of My Voice van Jimmy Webb.

### 2014-2015:Into Colour,B Sides & RaritiesenLove Is the Answer

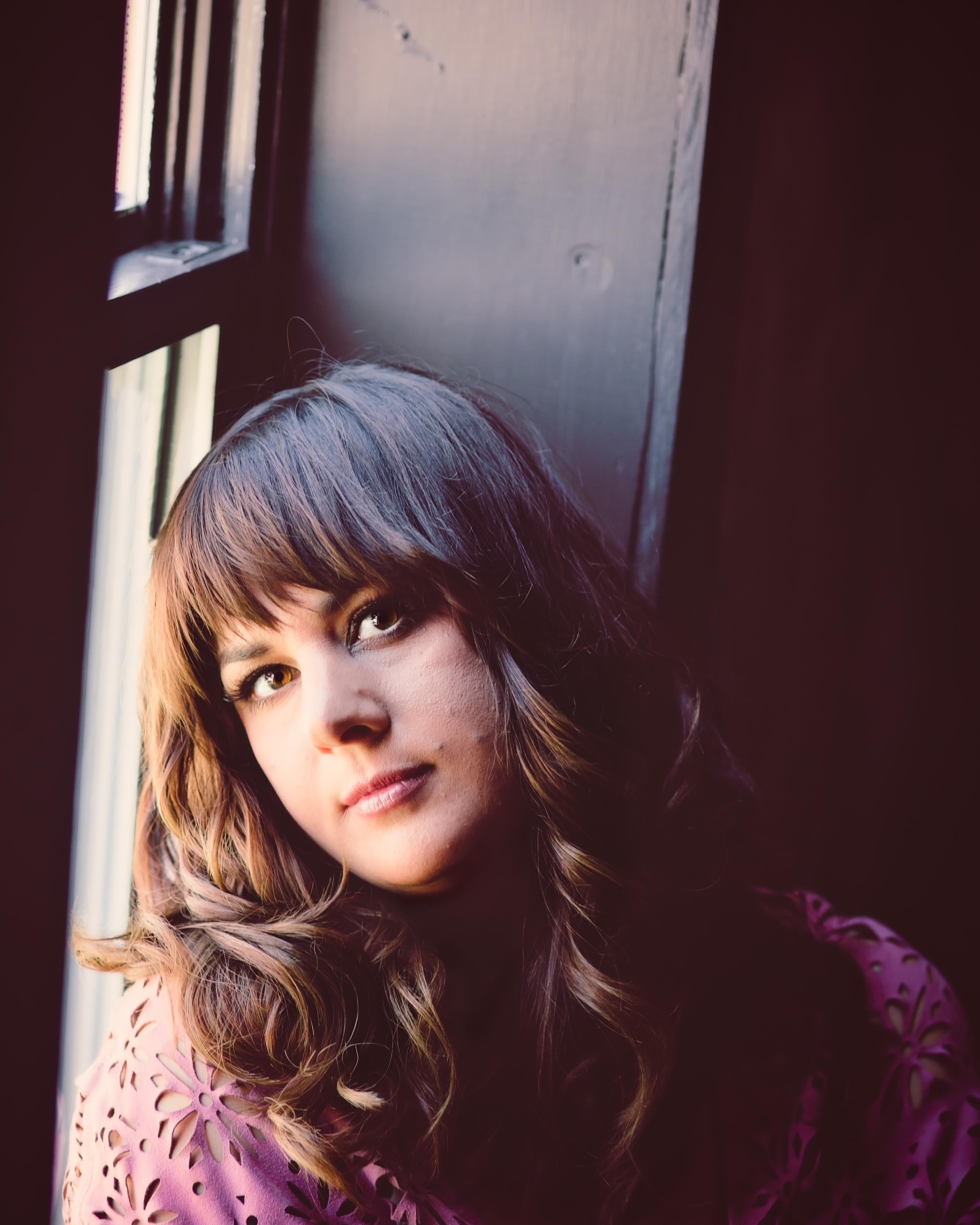
Rumer in 2014.

Op 10 november 2014 bracht Rumer haar derde studioalbum, en haar tweede met originele nummers, uit onder de titel Into Colour. Het album kwam tot de twaalfde plaats in het Verenigd Koninkrijk, en tot plaats 33 in Nederland. In 2015 werd het album wereldwijd uitgebracht. De eerste single van het album, "Dangerous", laat een meer discogeluid horen.
In 2015 bracht Rumer een verzamelalbum uit met onuitgebrachte nummers en B-kanten van singles. Dit album droeg de titel B Sides & Rarities. Hierop zijn samenwerkingen met onder meer Dionne Warwick, Stephen Bishop en Michael Feinstein te horen.
Op 11 december 2015 bracht Rumer de ep Love Is the Answer uit, waarop vier nummers staan.

### 2016-2019:This Girl's in Love (A Bacharach & David Songbook)
Op 25 november 2016 bracht Rumer haar vierde album uit, en haar eerste voor het platenlabel East West Records. Op het album, genaamd This Girl's in Love (A Bacharach & David Songbook), zingt zij nummers die zijn geschreven door Burt Bacharach en Hal David. Het album is geproduceerd door haar man Rob Shirakbari.
In januari 2019 werkte Rumer mee op het album Reimagines the Eighties van Trevor Horn, waarop zij een cover van "Slave to the Rhythm" van Grace Jones zingt.

### 2020-heden:Nashville Tears (The Songs of Hugh Prestwood)
Op 14 augustus 2020 bracht Rumer haar vijfde studioalbum Nashville Tears (The Songs of Hugh Prestwood) uit. Het is haar derde album dat gevuld is met covers. Oorspronkelijk zou het in mei 2020 uitkomen, maar het project liep vertraging op vanwege de coronapandemie. Het album bestaat uit covers van de singer-songwriter Hugh Prestwood.

## Privéleven
In 2010 had Rumer een relatie met Sam Winwood, de zoon van Muff Winwood en neef van Steve Winwood. Een jaar later ging het stel uit elkaar. Vervolgens kreeg zij een relatie met Rob Shirakbari, de voormalig muzikaal regisseur van Burt Bacharach, die zij in Los Angeles ontmoette na de uitgave van haar album Boys Don't Cry. Het stel verhuisde naar Arkansas, waar zij in 2015 trouwden.

## Discografie

### Albums
- 2010: Seasons of My Soul
- 2012: Boys Don't Cry
- 2014: Into Colour
- 2016: This Girl's in Love (A Bacharach & David Songbook)
- 2020: Nashville Tears (The Songs of Hugh Prestwood)

### Extended plays
- 2010: Rumer Sings Bacharach at Christmas
- 2011: iTunes Festival: London 2011
- 2014: Into Colour EP
- 2015: Love Is The Answer

### Singles
- 2007: "Remember (Christmas)"
- 2010: "Slow"
- 2010: "Aretha"
- 2011: "Am I Forgiven"
- 2011: "I Believe in You"
- 2011: "I Wanna Roo You"
- 2012: "P.F. Sloan"
- 2012: "Sara Smile"
- 2014: "Dangerous"
- 2014: "Reach Out"
- 2016: "Balance of Nature"

### Gastoptredens
- 2013: "Still Within the Sound of My Voice" (met Jimmy Webb)
- 2019: "Slave to the Rhythm" (met Trevor Horn)

### Hitnoteringen

#### Albums
| Album met eventuele hitnotering(en) in de Nederlandse Album Top 100 | Datum van verschijnen | Datum van binnenkomst | Hoogste positie | Aantal weken | Opmerkingen |
| ------------------------------------------------------------------- | --------------------- | --------------------- | --------------- | ------------ | ----------- |
| Seasons of My Soul                                                  | 01-11-2010            | 19-02-2011            | 2               | 21           |             |
| Boys Don't Cry                                                      | 28-05-2012            | 02-06-2012            | 22              | 9            |             |
| Into Colour                                                         | 10-11-2014            | 14-02-2015            | 33              | 2            |             |

| Album met hitnotering(en) in de Vlaamse Ultratop 200 albums | Datum van verschijnen | Datum van binnenkomst | Hoogste positie | Aantal weken | Opmerkingen |
| ----------------------------------------------------------- | --------------------- | --------------------- | --------------- | ------------ | ----------- |
| Seasons of My Soul                                          | 01-11-2010            | 19-02-2011            | 6               | 18           |             |
| Boys Don't Cry                                              | 28-05-2012            | 02-06-2012            | 42              | 19           |             |
| Into Colour                                                 | 10-11-2014            | 14-02-2015            | 40              | 10           |             |
| This Girl's in Love (A Bacharach & David Songbook)          | 25-11-2016            | 03-12-2016            | 87              | 3            |             |
| Nashville Tears (The Songs of Hugh Prestwood)               | 14-08-2020            | 22-08-2020            | 88              | 1            |             |

#### Singles
| Single met eventuele hitnotering(en) in de Nederlandse Top 40 | Datum van verschijnen | Datum van binnenkomst | Hoogste positie | Aantal weken | Opmerkingen                 |
| ------------------------------------------------------------- | --------------------- | --------------------- | --------------- | ------------ | --------------------------- |
| Slow                                                          | 29-11-2010            | -                     | -               | -            | Nr. 61 in de Single Top 100 |
| Aretha                                                        | 25-10-2010            | 26-03-2011            | tip16           | -            | Nr. 47 in de Single Top 100 |

| Single met hitnotering(en) in de Vlaamse Ultratop 50 | Datum van verschijnen | Datum van binnenkomst | Hoogste positie | Aantal weken | Opmerkingen |
| ---------------------------------------------------- | --------------------- | --------------------- | --------------- | ------------ | ----------- |
| Slow                                                 | 29-11-2010            | 22-01-2011            | tip8            | -            |             |
| Am I Forgiven                                        | 14-03-2011            | 16-04-2011            | tip28           | -            |             |
| I Wanna Roo You                                      | 19-12-2011            | 31-12-2011            | tip85           | -            |             |
| P.F. Sloan                                           | 23-04-2012            | 26-05-2012            | tip23           | -            |             |
| Sara Smile                                           | 23-07-2012            | 11-08-2012            | tip47           | -            |             |
| Reach Out                                            | 01-12-2014            | 13-12-2014            | tip46           | -            |             |
| Dangerous                                            | 09-10-2014            | 21-02-2015            | tip22           | -            |             |
| Baby, Come Back to Bed                               | 13-02-2015            | 28-02-2015            | tip78           | -            |             |
| Hard Times for Lovers                                | 28-02-2020            | 14-03-2020            | tip             | -            |             |
| Deep Summer in the Deep South                        | 19-06-2020            | 11-07-2020            | tip             | -            |             |

#### NPO Radio 2 Top 2000
Van Rumer stond alleen Slow in 2011 in de NPO Radio 2 Top 2000, op plek 1724.
- Bibliothèque nationale de France: cb16276970w (data)
- Gemeinsame Normdatei: 1011857936
- International Standard Name Identifier: 0000 0001 2207 7103
- Library of Congress Control Number: no2011109618
- MusicBrainz: a30e3a7b-cd14-4e63-ba22-04d02ee6fe26
- Nationale Bibliotheek van Tsjechië: xx0134408
- Nederlandse Thesaurus van Auteursnamen: 332742903
- Virtual International Authority File: 170763493
- WorldCat: E39PBJr3BrVkBqDdfpH3tQWxDq